# Lambda Velorum
Lambda Velorum (λ Velorum, Lambda Vel, λ Vel), oficiálně pojmenovaná Suhail, je hvězda v jižním souhvězdí Plachet. S průměrnou zdánlivou hvězdnou velikostí	2,21 je to třetí nejjasnější hvězda v souhvězdí a jedna z nejjasnějších hvězd na obloze. Vzdálenost k této hvězdě lze přímo změřit pomocí paralaxy, což vede k odhadované vzdálenosti 545 světelných let (167 parseků) od Slunce.

## Etymologie
Nesla tradiční arabský název سهيل الوزن Suhail al Wazn, ale jako moderní navigační hvězda byl název zkrácen na Suhail. Suhail (arabské mužské křestní jméno) se tradičně používalo pro další tři další hvězdy: α Carinae; γ Velorum (Suhail al Muhlif) a ζ Puppis (Suhail Hadar). V roce 2016 Mezinárodní astronomická unie schválila pro tuto hvězdu jméno Suhail a nyní je takto zapsána v Katalogu hvězdných jmen IAU.

## Vlastnosti

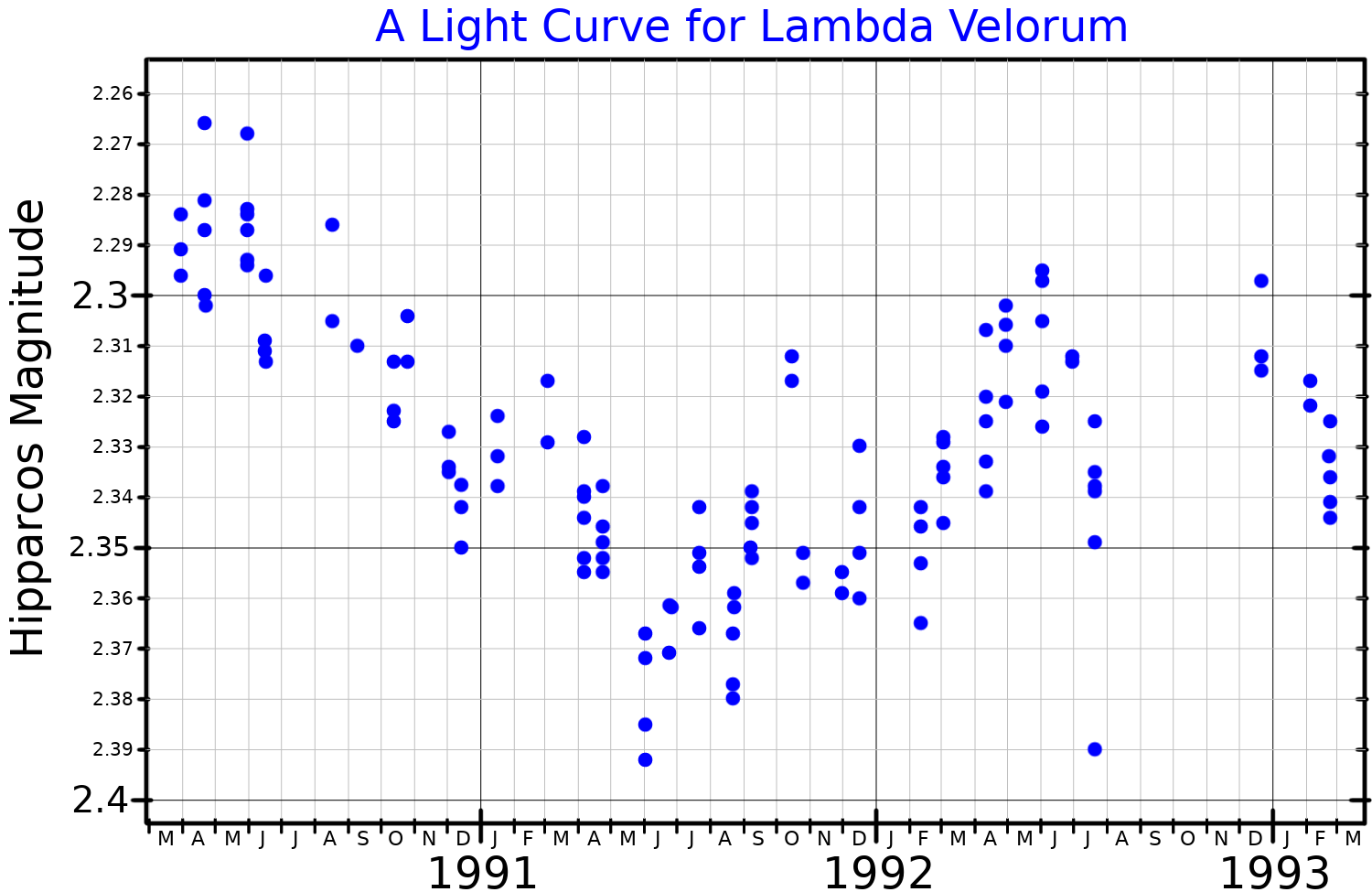
Světelná křivka pro Lambda Velorum (z dat družice Hipparcos).

Spektrální klasifikace hvězdy je K4 Ib, přičemž třída svítivosti Ib znamená, že se jedná o červeného veleobra s nižší svítivostí. Vnější obálka hvězdy λ Vel má efektivní teplotu přibližně 3 835 K, což jí dává chladný oranžový odstín hvězdy typu K. Pozorováním se zjistilo, že hvězda je pomalou nepravidelnou proměnnou hvězdu typu „Lc“, jejíž jasnost kolísá mezi zdánlivými hvězdnými velikostmi +2,14 až +2,30.
λ Velorum je vyvinutá hvězda, která vyčerpala zásoby vodíku v oblasti svého jádra. Její hmotnost je přibližně sedmkrát větší než hmotnost Slunce. Přestože má třídu svítivosti veleobra, pravděpodobně se nachází na asymptotické větvi obrů (AGB) nebo se k ní blíží, ačkoli její vlastnosti nevylučují, že je o něco hmotnější hvězdou na větvi červených obrů (RGB). Hmotné hvězdy spotřebovávají své vodíkové „palivo“ mnohem rychleji než menší hvězdy a stáří Lambda Velorum se odhaduje na pouhých 32 milionů let.
λ Velorum se nachází blízko horní hranice hmotnostního intervalu středně velkých hvězd, které svůj život končí vznikem planetární mlhoviny a pozůstatku bílého trpaslíka. Může být i dostatečně hmotná na to, aby vytvořila supernovu - podobně jako supernova, která vytvořila Krabí mlhovinu) - a tedy i neutronovou hvězdu.